# Жежелев
Же́желев (укр. Жежелів) — село на Украине, находится в Казатинском районе Винницкой области.
Село расположено на Подолье в 18 км от Козятина. Ближайшая железнодорожная станция — Глуховцы, в 6 км. Через село протекает река Гнилопять.
Неподалёку от села расположено Жежелевское месторождение гранита.
В селе действует храм Святителя Николая Казатинского благочиния Винницкой епархии Украинской православной церкви.
Код КОАТУУ — 0521481803. Население по переписи 2001 года составляет 1456 человек. Почтовый индекс — 22116. Телефонный код — 4342.
Занимает площадь 7,83 км².

## Адрес местного совета
22116, Винницкая область, Казатинский р-н, с. Жежелев, ул. Киевская, 56

## Галерея

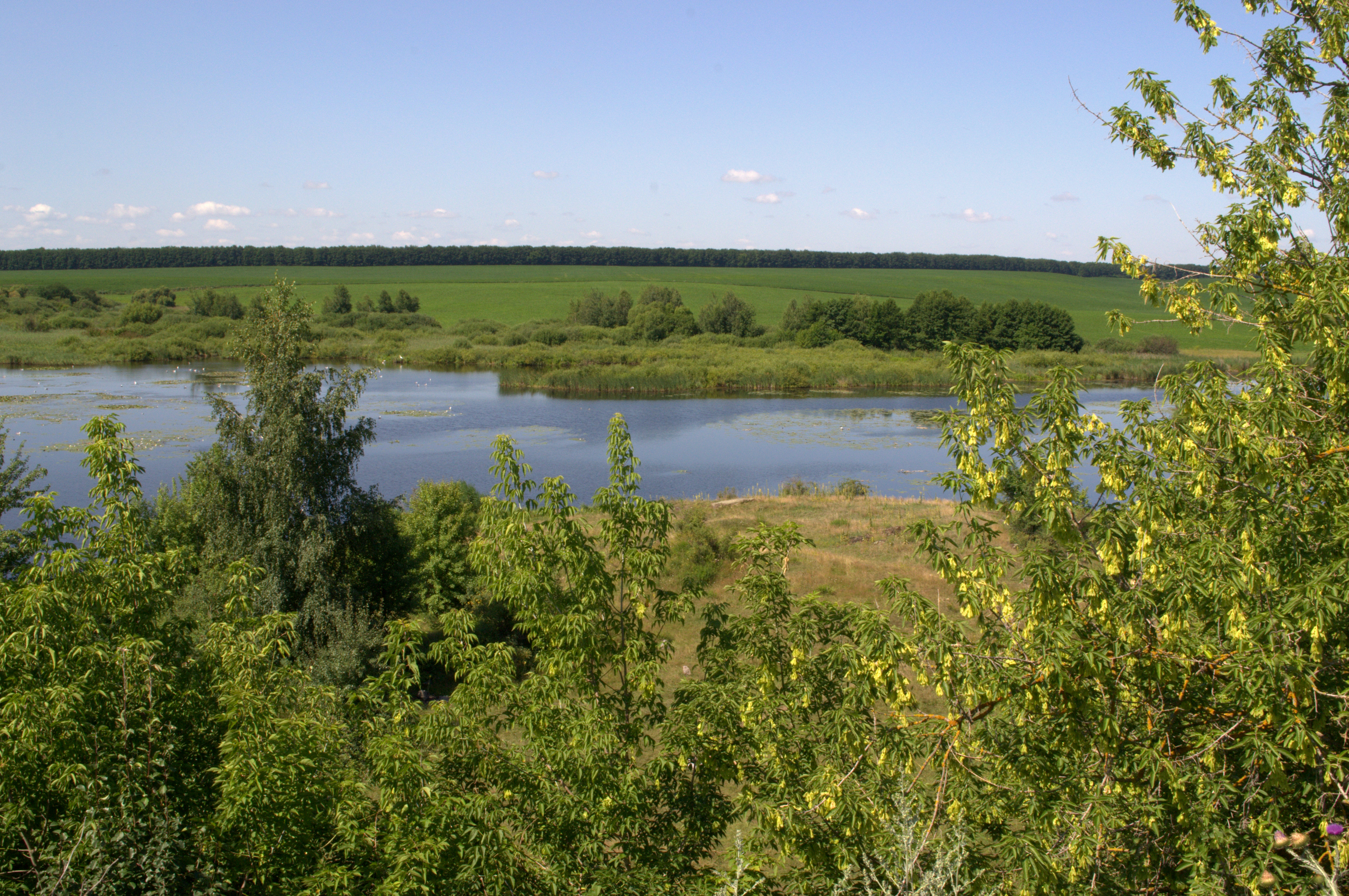
Река Гнилопять на южной окраине села
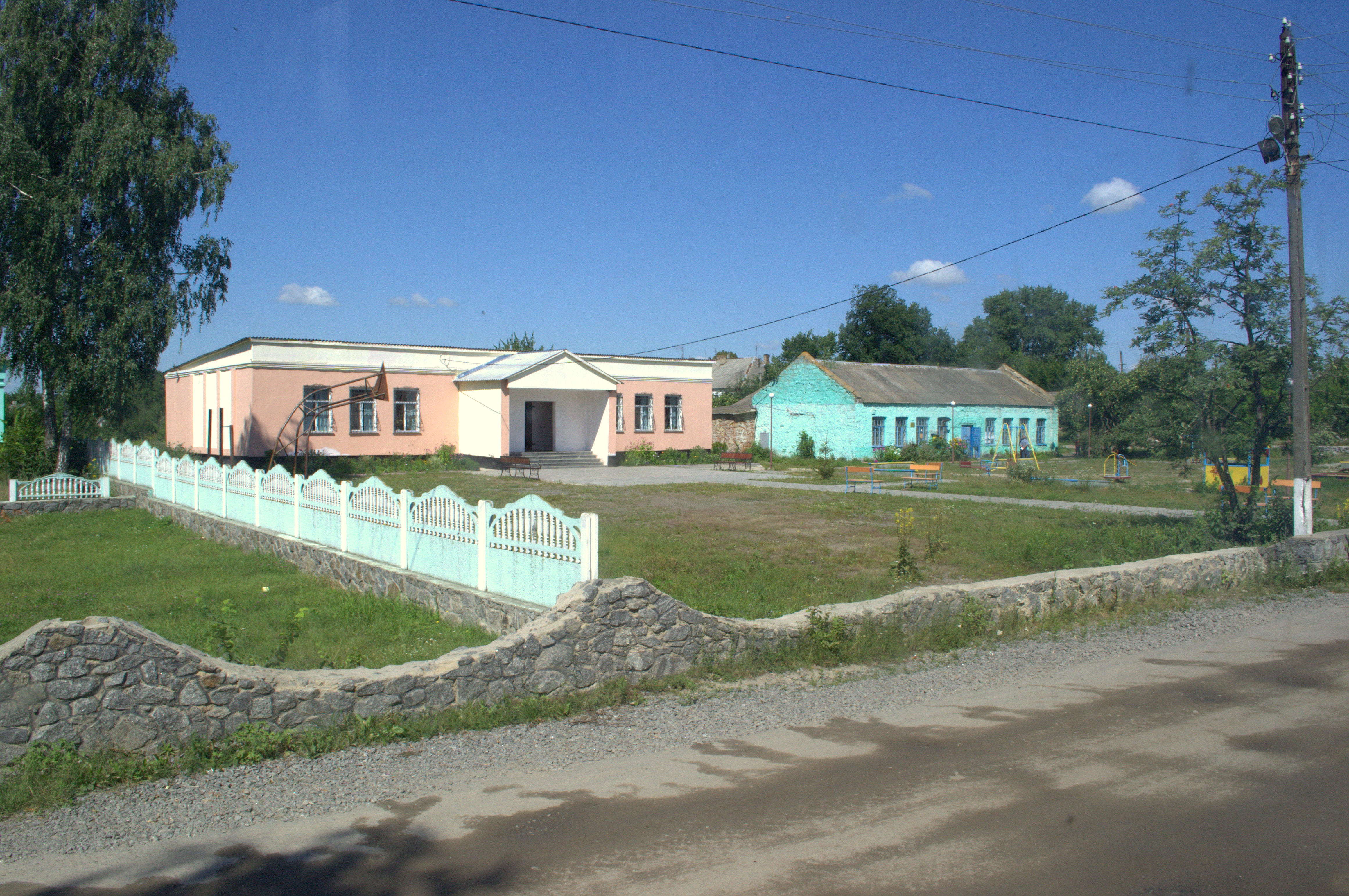
Сельская улица
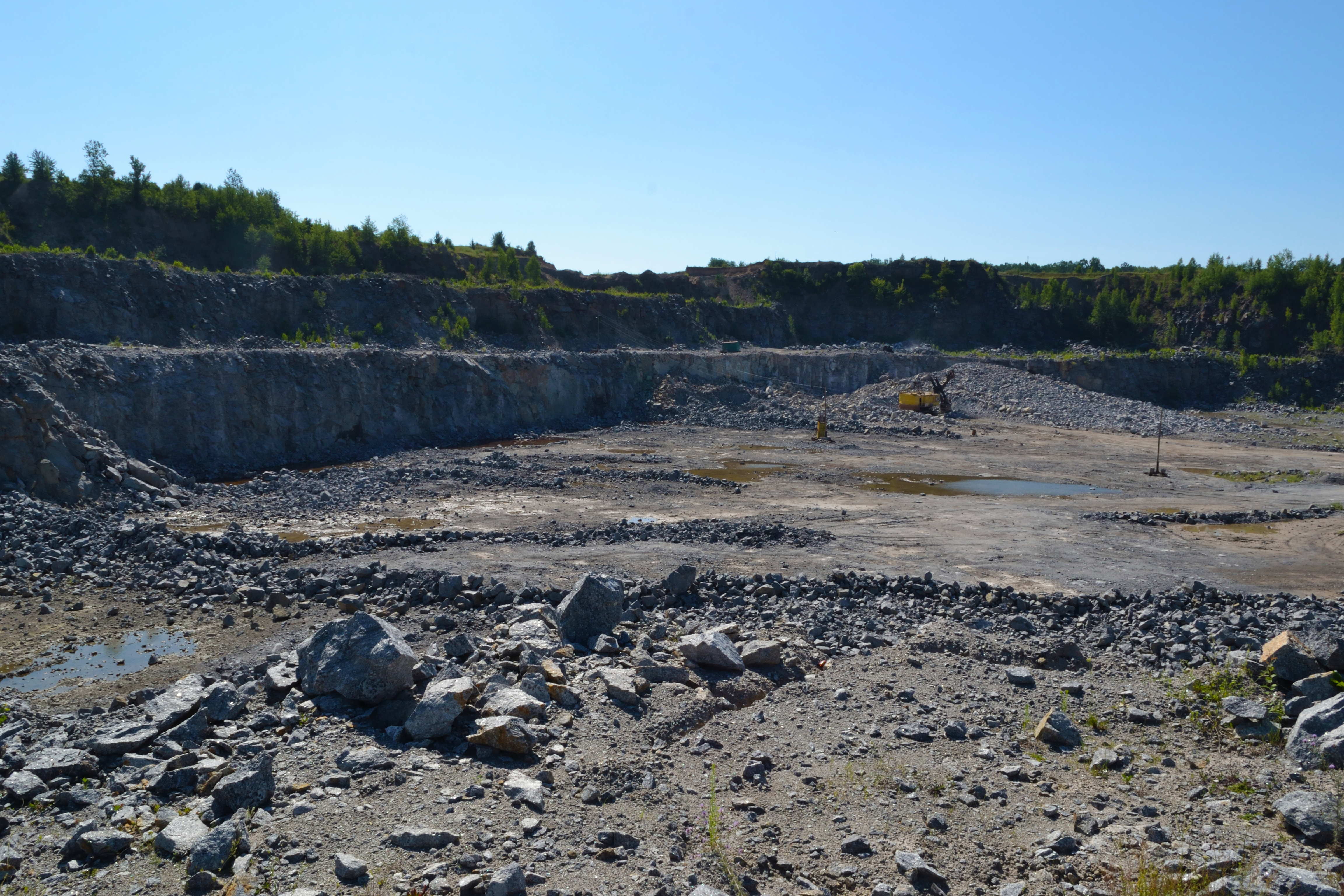
Жежелевское месторождение гранита